# Agoda
Agoda là một công ty cung cấp dịch vụ đặt phòng trực tuyến cho các khách sạn tập trung chủ yếu tại khu vực châu Á Thái Bình Dương , với văn phòng hiện có ở Singapore, Bangkok, Hồng Kông, Kuala Lumpur, Phuket, Bali, Sydney, Tokyo, Seoul, Bắc Kinh, Thượng Hải, và Manila.

## Lịch sử hình thành
Công ty được sáng lập bởi cuối những năm 90 dưới tên gọi PlanetHoliday.com. Ý tưởng ban đầu là sử dụng sức mạnh đang phát triển của công cụ tìm kiếm nhằm lấp vào chỗ trống của nguồn thông tin khách sạn và du lịch. PlanetHoliday đã là trang web đặt phòng trực tuyến đầu tiên trong ngành công nghiệp đầy tiềm năng mà sau này trở thành ngành kinh doanh thu về triệu đô. 
Kenny, đến từ Long Island, New York, chuyến đến sống ở Thái Lan đầu những năm 90 và xây dựng trang web với số lượng nhân viên khiêm tốn ở đảo Phuket. 
Năm 2002, văn phòng chuyển từ Phuket đến Băng Cốc và vào năm 2003, trang web PrecisionReservations.com trở thành trang web đối tác để bán đặt phòng thông qua các trang web liên kết. Sau đó vào năm 2005, PlanetHoliday.com và PrecisionReservations.com được sáp nhập dưới tên công ty Agoda Pte. Ltd.

## Chuyển nhượng
Vào tháng 11 năm 2007, Công ty Agoda được mua lại bởi Priceline.com (NASDAQ: PCLN) trở thành lần thứ ba mua lại quốc tế. Hiện tại đã có hơn 600 nhân viên và giúp khách hàng tìm kiếm khách sạn bằng 37 ngôn ngữ bao gồm tiếng Trung Quốc (Phồn thể và giản thể), tiếng Anh, tiếng Pháp, tiếng Đức, tiếng Tây Ban Nha, Nhật Bản, Hàn Quốc và Thái Lan, trong số những ngôn ngữ khác. 

## Giải thưởng
Agoda đã giành được giải trang web cung cấp nơi nghỉ ngơi tốt nhất trong cuộc bình chọn của Travelmole Web Asia năm 2008.

## Trích dẫn
1. ↑  "Priceline acquires Asian online hotel reservation service Agoda". Truy cập ngày 8 tháng 8 năm 2008.
2. ↑  "Michael Kenny '89 Heads Travel Company in Thailand". Bản gốc lưu trữ ngày 7 tháng 5 năm 2010. Truy cập ngày 8 tháng 8 năm 2008.
3. ↑  "Agoda acquisition by Priceline". Reuters. ngày 8 tháng 11 năm 2007. Truy cập ngày 6 tháng 8 năm 2008.
4. ↑  "Travelmole 2008 Web Awards". Bản gốc lưu trữ ngày 14 tháng 2 năm 2010. Truy cập ngày 6 tháng 8 năm 2008.